# Archer (Automobilhersteller)
Archer war eine britische Automarke, die von M. Archer entworfen und 1920 gebaut wurde. Der Konstrukteur war allerdings bekannter als Erfinder eines Grabenmörsers.
Das einzige Modell war ein Kleinwagen. Er wurde von einem J.A.P.-V2-Motor mit 10 bhp (7,35 kW) angetrieben. Die beiden Sitze waren im Tandem angeordnet.